# Strogulomorpha estiron
Strogulomorpha estiron är en insektsart som beskrevs av Desutter-grandcolas 1991. Strogulomorpha estiron ingår i släktet Strogulomorpha och familjen syrsor. Inga underarter finns listade i Catalogue of Life.